# Comité Olímpico de Catar
El Comité Olímpico de Catar (en árabe: اللجنة الأولمبية القطرية‎: código COI: QAT) (COC) es el Comité Olímpico Nacional que representa a Catar.

## Historia
El COC fue fundado en 1979 y le fue otorgado el reconocimiento completo por el Comité Olímpico Internacional en 1980.

## Competidoras
Hasta los Juegos Olímpicos de Verano de 2012 de Londres, Catar era uno de los tres estados que nunca tuvo una competidora femenina sus juegos olímpicos. Hasta que envió esa fecha a cuatro mujeres, en natación a Nada Arkaji, en atletismo a Noor Hussain Al-Malki, en tenis de mesa a Aya Majdi y en tiro a Bahiya Al-Hamad. Bahiya al-Hamad también llevó la bandera de Catar a la la ceremonia de apertura, y dijo en ese entonces que ese era un "momento verdaderamente histórico".
A pesar de que tuvieron una participación tardía en los Juegos Olímpicos, las atletas de Catar ya habían participado en competencias regionales y locales anteriormente. Su primera aparición internacional fue en los Juegos Asiáticos de Busan 2002.